# Raffinerie de Balongan

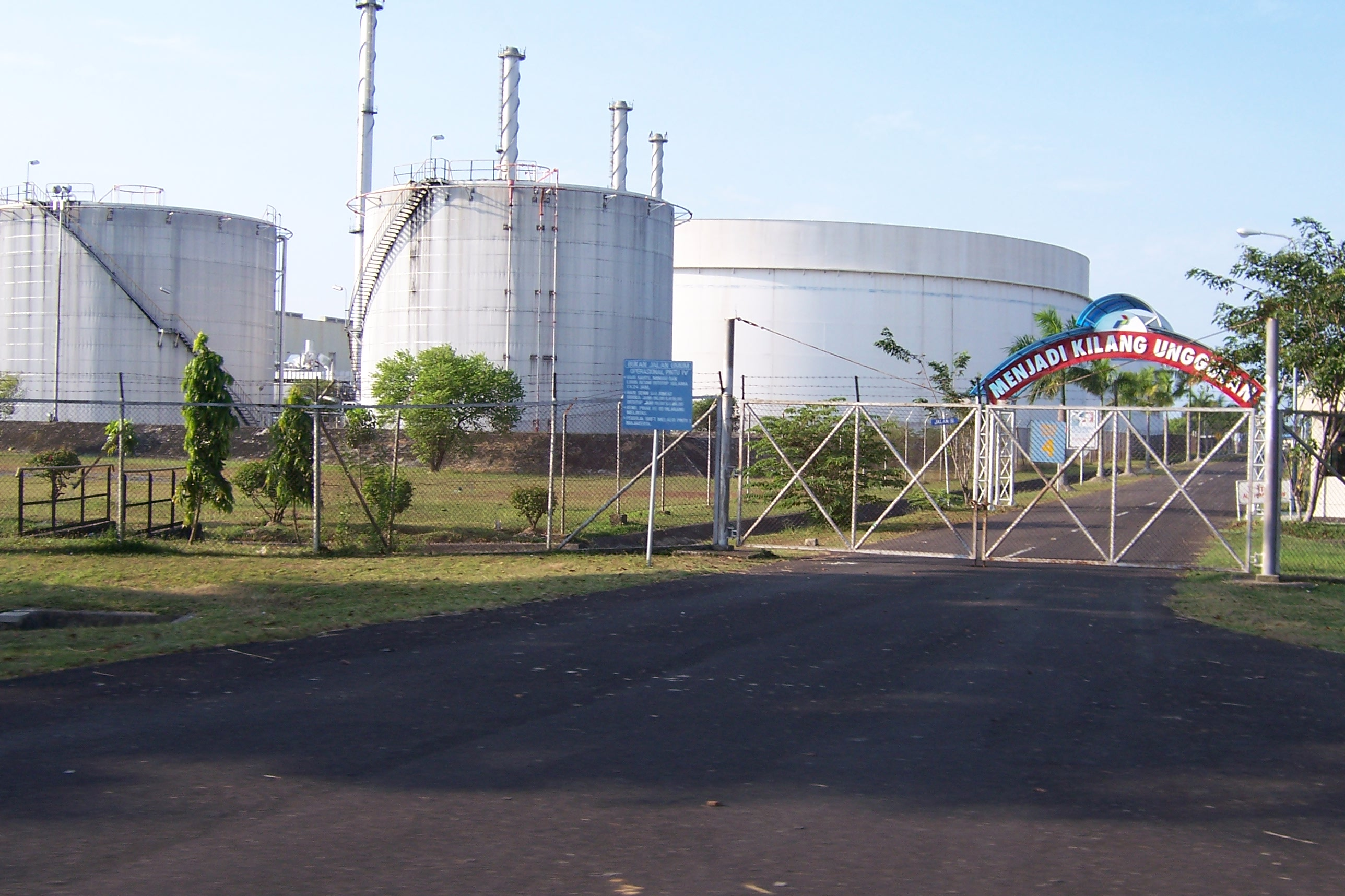
Entrée de la raffinerie

La Raffinerie de Balongan est une raffinerie de pétrole située à Balongan, localité sur la côte nord de l'île de Java, administrativement, dans la province de Java occidental, en Indonésie.
C'est une des six raffineries de Pertamina, entreprise d'état indonésienne chargée de l'exploitation du pétrole. Sa capacité, est de 125 000 barils par jour en 2018, ce qui en fait une raffinerie d'importance moyenne. C'est, de loin, la plus sophistiquée des raffineries du pays, avec un Indice de complexité Nelson de 11.9.

## Accident en 2021
Dans la nuit précédant le lundi 29 mars 2021, la raffinerie est le théâtre d'un accident industriel, avec l'explosion d'une partie des dépôts de carburant,. La raffinerie a subi une grave explosion et a pris feu. Une personne est morte par crise cardiaque après l'explosion, cinq ont été grièvement blessées, quinze autres légèrement blessées et trois sont portées disparues. Le président directeur de Pertamina a déclaré que pour lutter contre l'incendie, ils avaient arrêté les opérations. Pertamina ne s'attend pas à ce que l'explosion provoque des perturbations de l'approvisionnement en carburant car ils ont un volume de stock élevé. Greenpeace a appelé à une enquête sur l'accident.